# 狐☆戀！ ～稻荷神與受歡迎的惡作劇～
《狐☆戀！～稻荷神與受歡迎的惡作劇～》是Whirlpool在2006年9月29日發售的戀愛冒險類型成人遊戲。並有廣播劇CD、Fan disc、小說等衍生作品。

## 故事
描述因為年幼時母親病逝而不相信神明的男主角荒木卓也在突發奇想來到稻荷神社供奉糰子後晚上夢見「稻荷神」睦月向他表白並開始同居生活後的故事。

## 登場人物

### 主要角色
荒木卓也（聲：梅小路乒乓（廣播劇CD））
男主角。擁有讓周圍的女人都對他產生強烈的好感並以糟糕的狀態相誘之祟「受歡迎的惡作劇」。
神代睦月（聲：木村あやか）
狐神少女，被稱作「稻荷神」。
三堂千尋（聲：みすみ）
荒木卓也的青梅竹馬、同學。糰子社社員。
九条緋伊奈（聲：三咲里奈）
卓也的学姐。糰子社社員。千尋、卓也的朋友。一個人居住。
春日更紗（聲：Miru）
狗神少女。被父親命令來到人間界修行。
葛葉（聲：咲良さく）
睦月的母親。
魅羅（聲：黒木大）
更紗的父親。
八神喜重郎（聲：月黒斗夜）
於神界擔任睦月侍從的狐神。

## 評價
《狐☆戀！～稻荷神與受歡迎的惡作劇～》在日本美少女游戏与动画相关商品销售网站Getchu.com的2006年9月销量榜上排名第7名。

## 外部連結
- 官方网站（日語）
- 《狐☆戀！ ～稻荷神與受歡迎的惡作劇～》在視覺小說數據庫的頁面 （英文）